# Германско-ливийские отношения
Германско-ливийские отношения — дипломатические отношения между Германией и Ливией. Обе стороны имеют посольства, но они закрыты.

## История и деятельность
Отношения Германии и Ливии начинаются со Второй мировой войны, когда вторая была колонией Италии. После окончания войны Ливия наладила отношения с Западной Европой. Даже после прихода к власти Муаммара Каддафи отношения между странами оставались дружными до конца 1986 года. В 1986 году немецкая сторона обвинила ливийское правительство в причастности к взрыву на дискотеке. По словам правительства ФРГ, их разведке удалось записать разговор Ливии и посольства в Германии, о том что первые хвалили посольство за отлично выполненное задание правительства. Однако, несмотря на угрозу разрыва отношений не произошло. Германия и Ливия имеют большие общие интересы в экономике обеих стран. 1997 и 2004 года были для отношений обеих стран самыми «тёплыми». В 1997 году Германия была главным партнёром Ливии, а в 2004 году произошла встреча МИДа Германии и Ливии по экономическим вопросам, где были заключены договоры в области энергетики. Кроме того, был обсуждён вопрос о взрывчатых веществ оставленных немцами после Второй мировой войны. В 2011 году, после свержения режима Муаммара Каддафи, Германия поддержала Переходный национальный совет. В 2020 году выступила местом для переговорам о заключении мира в Ливии.